# Adalberto Madero
Adalberto Arturo Madero Quiroga (Monterrey, Nuevo León; 25 de septiembre de 1969) es un abogado, político mexicano y exmiembro del Partido Acción Nacional.

## Cargos como militante del PAN
Dentro de sus cargos como miembro del Partido Acción Nacional (PAN), se ha desempeñado como asesor legal tanto del partido como de regidores de representación proporcional, coordinador de regidores, Secretario de Acción Gubernamental y Subsecretario de Finanzas del Comité Directivo Estatal, Subsecretario de Acción de Gobierno del CEN, así como Consejero Nacional.

## Cargos de elección popular
Dentro de los cargos de elección popular que ha ocupado, ha sido diputado local en el estado de Nuevo León de 1997 al 2000, senador de la República de 2000 a 2006 y presidente municipal de la ciudad de Monterrey, Nuevo León del periodo de 2006 a 2009. Como diputado local, puso al descubierto y denunció ante el Ministerio Público un fraude por más de 17 millones de dólares que cometió la administración del exgobernador Benjamín Clariond y que se convirtió en un escándalo político, ya que era primo de su sucesor, el entonces gobernador del PAN Fernando de Jesús Canales Clariond, lo que culminó en la aprehensión de Xavier Doria González, quien se desempeñó como tesorero de Benjamín Clariond y quien era a su vez cliente del despacho de Fernando Elizondo Barragán, éste a su vez tesorero de Canales, pero, con tan solo devolver el dinero, se le dejó en libertad y se tuvo por cerrado el caso, lo que trajo como consecuencias diversas especulaciones de tráfico de influencias.

## Corrupción
Madero ha sido duramente criticado por sus prácticas de corrupción durante su periodo como alcalde de Monterrey.
El 10 de septiembre de 2008, los organismos privados publicaron el desplegado en medios impresos que titulan «Monterrey; corrupción sin límites».
«Son múltiples y diversas las denuncias que recibimos de nuestros asociados de las ramas de construcción de vivienda, industrial, comercial y de servicios», asevera el escrito que lideró la Cámara Nacional de Desarrolladores de Vivienda (Canadevi), la cual manifiesta ser una de las más afectadas por los actos de coyotaje y chantaje monetario de los empleados municipales.
La tarde del 9 de octubre de 2011, se da a conocer que el exalcalde de Monterrey es trasladado al reclusorio al ser detenido por una investigación federal que realiza la PGR en su contra. El 10 de octubre del mismo año es liberado con una fianza de 10 mil pesos y una multa de 5 mil 363 pesos por considerarse que su delito fue menor.

## Actividades extracurriculares
Dentro de sus actividades culturales, ha escrito diversos libros y ensayos, todos ellos relativos a la ciencia jurídica y aspectos filosóficos y morales de las relaciones humanas, entre los que destacan: «Camino a la vida», «Naciste para triunfar», «La razón de vivir», «Libertad de Nación», «Alfonso Reyes Aurrecoechea, el hombre Centenario de la Constitución», «Nuevo León, su origen Constitucional», «Legisladores Nuevoleoneses» y «Propuestas para el Senado». Ha sido compilador de los siguientes libros: «La obra completa de David Alberto Cossío en 13 tomos», «La obra completa de Bernardo Reyes en 3 tomos», «Nuevo León a través de sus Constituciones», «Discursos de David Alberto Cossío (Selección)», «Boletín de Acción Nacional. Versión facsimilar en 4 tomos», «Lo que hemos aportado (Selección de textos sobre las plataformas presidenciales de Acción Nacional)», «Discursos de campaña de José González Torres, compilación en 6 tomos» y «Discursos de campaña de Efraín González Morfín, compilación en 12 tomos». Es cronista de la ciudad de Allende, Nuevo León y miembro de la Sociedad Nuevoleonesa de Historia, Geografía y Estadística, A.C. y del Colegio Estatal de Cronis. 
Así mismo, con el programa 072 resolvió peticiones en menos de 24 horas, mejorando los Servicios Públicos en pavimentación, mantenimiento a puentes y parques, recolección de basura, barrido mecánico en horarios matutinos y nocturnos, así como también dándole solución a los problemas de vialidad.
Se desenvuelve como influencer a través de redes sociales, dónde comparte su visita a restaurantes, taquerias, puestos ambulantes, utilizando el transporte público y criticando al gobernador Samuel García. 
Ofreció en su administración apoyos a personas de la tercera edad.